# Сдача Бреды
«Сдача Бреды» (исп. La rendición de Breda), или «Копья» (Las lanzas), — картина Диего Веласкеса, написанная в 1634—1635 гг. Изображает сцену передачи ключей голландского города Бреды его губернатором Юстином Нассауским главнокомандующему испанских войск Амброзио Спиноле 5 июня 1625 года. Второе название полотна — «Копья» — обусловлено тем, что почти четверть холста занимает изображение копий испанской армии, составляющее важную часть композиции. Картина находится в Прадо.

## История создания
«Сдача Бреды» — одно из двенадцати батальных полотен, созданных для увековечения памяти о победах войск Филиппа IV. Все они предназначались для зала королевств во дворце Буэн-Ретиро. Рядом с ними был размещён другой цикл — картины Франсиско де Сурбарана, изображающие десять подвигов Геракла, а также конные портреты трёх поколений правящей королевской семьи: Филиппа III и его супруги Маргариты Австрийской, Филиппа IV и Изабеллы Бурбонской, а также принца Бальтазара Карлоса, выполненные Веласкесом и художниками его мастерской. Эти произведения должны были символизировать славу и непобедимость испанских Габсбургов.

## Осада Бреды

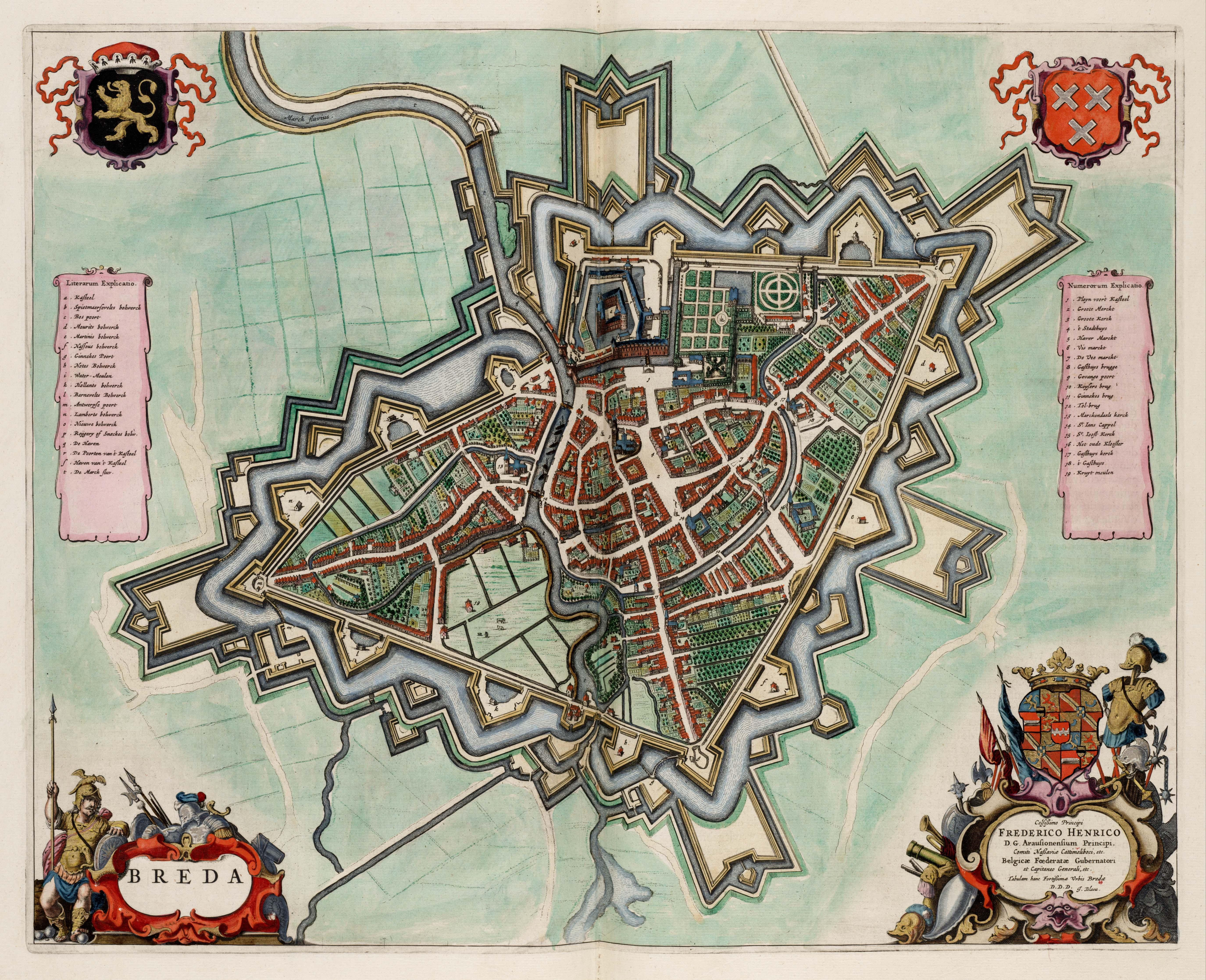
Карта Бреды из атласа ван Луна

Сцене передачи ключа от крепости, изображённой на полотне, предшествовала многомесячная (28 августа 1624 — 2 июня 1625) осада города испанскими войсками под командованием Амброзио Спинолы. В Восьмидесятилетней войне Испания боролась за сохранение власти Габсбургов над испанскими Нидерландами, протестантская часть которых отделилась от испанской короны, создав Утрехтскую унию. Амброзио Спинола, используя паузу, возникшую в Тридцатилетней войне, осадил крепость. Осада Бреды была с военной точки зрения крайне рискованным и абсолютно бесполезным предприятием, основной целью которого являлось поднятие духа войск, но с политической точки зрения имела большой эффект. Вся Европа пристально следила за развитием событий под Бредой.

## Описание полотна

### Композиция
Веласкес в деталях изображает множество людей, деля композицию на две части, на заднем плане происходит битва. Капитуляция изображена на переднем плане, а основные действующие лица помещены в центре. Фокус композиции находится на переднем плане, где показана передача ключа от города, а дымчатое небо позади свидетельствует о разрушении и смерти.

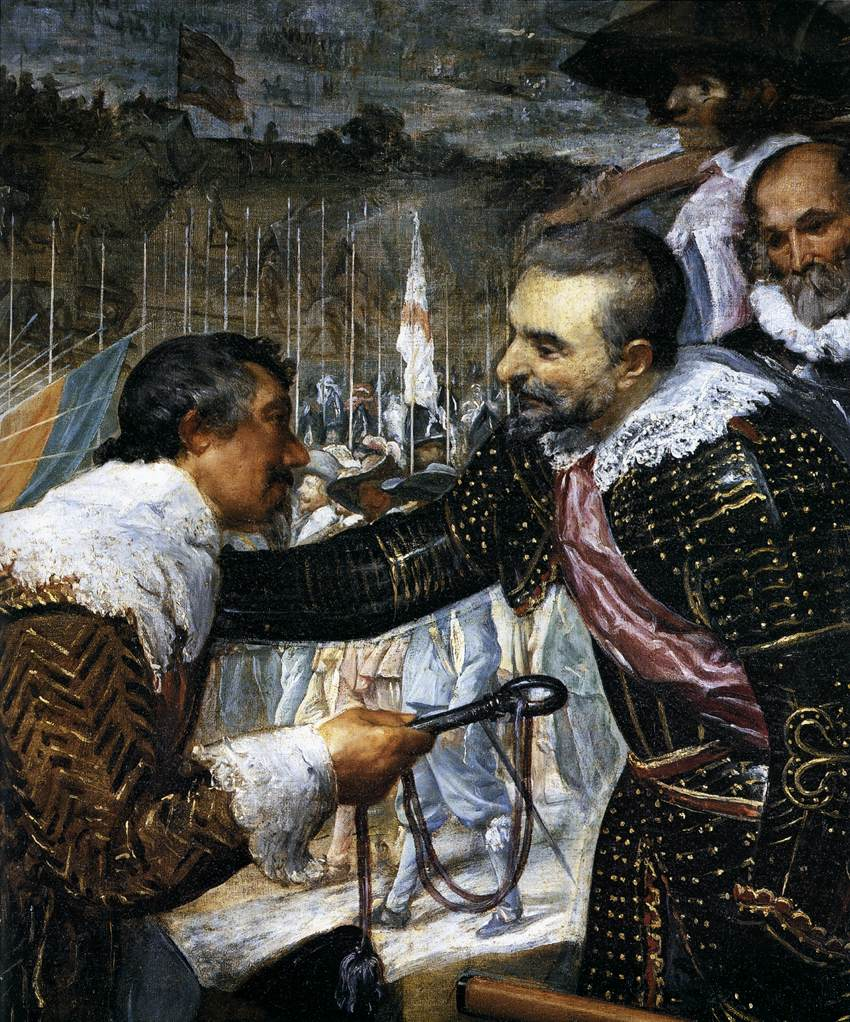
Передача ключа испанцам

На картине изображено множество испанских солдат и небольшое количество голландских, голландское оружие, похоже, было уничтожено, брошено или сдано в результате битв. Напротив, победители испанцы стоят перед массой вертикальных копий, изображённых в правой части картины. Хосе Ортега-и-Гассет назвал эти копья «основой всей картины и в значительной мере ответственными за впечатление спокойствия, пронизывающее эту по существу живую сцену». Использованные Веласкесом приёмы и эффекты подтверждают, что «Сдача Бреды» является одной из лучших его работ.

### Цвета
Относительно светлая тональность картины свидетельствуют о влиянии венецианской живописи. Здесь нет яркого красного или яркого синего; используются довольно спокойные коричневые тона с тёмными тенями на переднем плане. Кроме того, считается, что существует связь между использованием цвета Веласкесом и его поездкой в Италию, где он изучал искусство эпохи Возрождения. В дополнение к цветовым техникам, которым он там научился, Веласкес также усовершенствовал свои навыки в работе с пространством, перспективой и светом.

### Тема
В центре композиции изображён Юстин ван Нассау, передающий ключ от города Спиноле и испанцам. Спинола, генуэзский полководец, командовал испанскими терциями, в состав которых входили копейщики, фехтовальщики и мушкетёры, изображённые на картине.

### Краски
Около 1989 года в музее Прадо были проведены углублённый анализ и исследование картины. Анализ показал, что Веласкес использовал многие из тех же пигментов, что и в других своих картинах. Эти пигменты включали белила с кальцитом, азурит, смешанный с небольшим количеством угольно-чёрного, охры и киновари. Картина выполнена на холсте размером 307 см × 364 см.

## Историческая достоверность

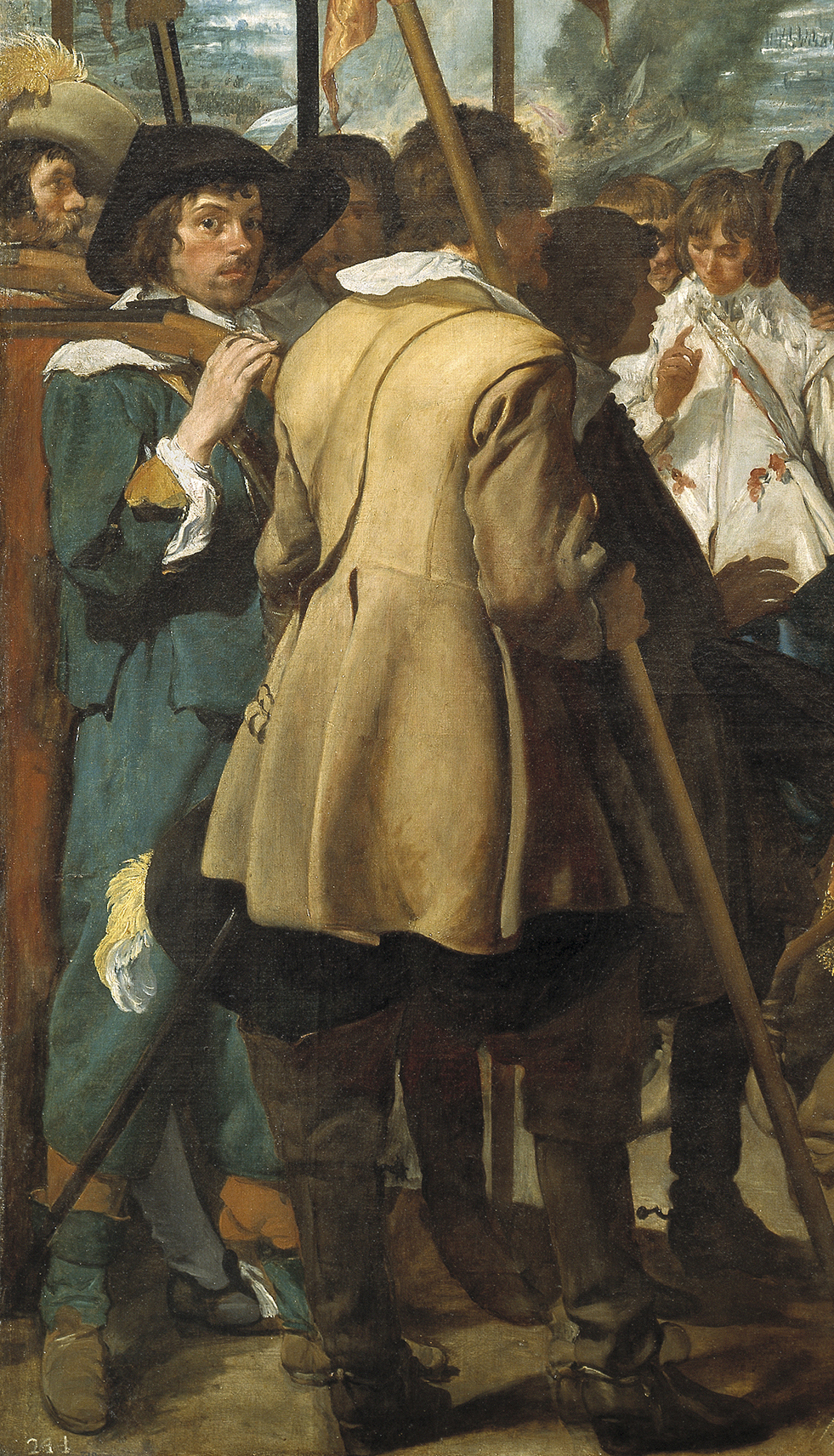
Деталь картины

На картине изображён обмен ключами, произошедший через три дня после подписания 5 июня 1625 года голландской капитуляции. Следовательно, в центре внимания катины находится не сама битва, а примирение. В центре картины в прямом и переносном смысле находится ключ, передаваемый Юстином Нассауским Амброзио Спиноле. Эта батальная цена отличается своей статичностью и сентиментальностью, поскольку Веласкес не изображает на картине кровопролитие и жестокость, связанные с битвами.
По свидетельству очевидцев, оба [Спинола и Нассау] спешились, и Спинола ожидал прибытия Юстина в окружении свиты и офицеров знатного происхождения. Затем губернатор явился со своей семьёй, родственниками и учениками военной академии, оказавшимися запертыми в городе во время осады. Спинола приветствовал и обнял своего побеждённого противника с добрым выражением лица и с ещё более добрыми словами, в которых восхвалял его мужество и стойкость во время затянувшейся обороны.
Чрезвычайное уважение и достоинство, проявленные Спинолой по отношению к голландской армии, воспеваются в «Сдаче Бреды». Спинола «запретил своим солдатам издеваться над побеждёнными голландцами или иным образом оскорблять их, и, согласно сообщению того времени, он сам приветствовал Юстина». Картина демонстрирует проблески человечности, которые легко
могут быть уничтожены во время войны, и высоко оценивает внимание Спинолы к Нассау и голландской армии.
Отношения Веласкеса со Спинолой делают «Сдачу Бреды» особенно исторически достоверной. Изображение Спинолы, несомненно, точное, и память Спинолы о битве способствовало тому, с какой точки зрения Веласкес написал картину. Веласкес «желал в своей скромной манере воздвигнуть памятник одному из самых гуманных полководцев того времени, придав постоянство его истинной фигуре способом, секрет которого был только у него одного».
Тем не менее, Веласкес допустил одну примечательную ошибку: вероятно, следуя описанию Спинолы, он нарисовал голландский флаг принца (Prinsenvlag), приспущенный на картине за головой Юстина Нассауского, в знак приветствия победивших испанцев, как горизонтальный триколор синего, красного и белого цветов (сверху вниз). На самом деле флаг имел другие цвета - оранжевый, белый, синий (через несколько лет оранжевый сменили на красный).

## Интересные факты
- Некоторые исследователи полагают, что крайним справа на картине изображён сам художник.
- В книге «Испанская ярость», входящей в цикл романов Артуро Переса-Реверте, а также в поставленном по циклу фильме «Капитан Алатристе» есть эпизод, изображённый на картине. Что интересно, сама картина тоже появляется в фильме.